# Gerboise
Pour les articles homonymes, voir Gerboise (homonymie).
Taxons concernés
Dans la famille des Dipodidae
- Dans les genres
  - Allactaga
  - Allactodipus
  - Dipus
  - Jaculus
  - Eremodipus
  - Paradipus
  - etc.modifier

Gerboise est un nom vernaculaire qui désigne en français plusieurs espèces de mammifères rongeurs à grandes pattes postérieures de la famille des Dipodidae, principalement dans la sous-famille des Allactaginae.

## Noms français et noms scientifiques correspondants
Liste alphabétique des noms vulgaires ou des noms vernaculaires attestés en français.

Note : certaines espèces ont plusieurs noms et, les classifications évoluant encore, certains noms scientifiques ont peut-être un autre synonyme valide.
- Gerboise du Gobi - Allactaga bullata[2]
- Petite gerboise - Allactaga elater[2]
- Gerboise à petite queue à trois doigts - Stylodipus andrewsi[2]
- Grande gerboise - Allactaga major[3]
- Gerboise de Sibérie - Allactaga sibirica[2]
- Gerboise de Vinogradov - Allactaga vinogradovi[2]
- Gerboise à doigts pectinés - Paradipus ctenodactylus[2]
- Gerboise à quatre doigts - Allactaga tetradactyla[2]
- Gerboise de Bobrinski - Allactodipus bobrinskii[2]
- Gerboise des steppes - Jaculus jaculus[2]
- Petite gerboise d'Égypte - voir Gerboise des steppes[2]
- Gerboise d'Égypte - voir Gerboise des steppes[2]
- Gerboise du désert - voir Gerboise des steppes[2]
- Grande gerboise d'Égypte - Jaculus orientalis[3]
- Gerboise de Lichtenstein - Eremodipus lichtensteini[2]
- Gerboise à pattes rugueuses - Dipus sagitta[2]
- Gerboise naine à cinq doigts - Cardiocranius paradoxus[2]
- Gerboise à longues oreilles - Euchoreutes naso[2]

On ne doit pas confondre ces gerboises avec la Petite gerboise marsupiale (Antechinus wilhelmina) ou la Petite gerboise rousse (Antechinus roryi) qui ne sont pas des rongeurs mais des marsupiaux du genre Antechinus.

## Biologie, comportement et écologie
Les caractéristiques générales des gerboises sont celles des rongeurs dipodidés, avec des nuances pour chaque espèce : voir les articles détaillés pour plus d'informations, notamment sur leur constitution physique ou leur mode de vie respectif.

### Caractéristiques communes
Les gerboises sont caractérisées par leurs longues pattes postérieures leur permettant des sauts de plus de 1,80 m de long. Des longueurs très utiles pour fuir leurs prédateurs. Elles possèdent également une très longue queue qui leur sert d'appui et de balancier.
Ces rongeurs ne sortent que la nuit. Pendant la journée, les gerboises restent à l'abri de la chaleur du désert dans un profond terrier.
Il ne faut pas les confondre avec les gerbilles qui appartiennent à la famille des muridés et qui ont une queue et des pattes arrière moins longues par rapport à la taille du corps.

## Des gerboises célèbres
La gerboise d’Afrique (ou Springmaus, souris sauteuse en allemand) a inspiré en 1990 au dessinateur allemand Thomas Goletz le personnage de Diddl qui est rapidement devenu un favori des enfants et des adolescents d’Europe au début du XXIe siècle.
Les Gerboises sont également une confrérie de la faculté de pharmacie d'Amiens[réf. nécessaire].
L'insigne de la 7e division blindée de l'armée britannique représente une gerboise, d'où le surnom de « Rats du désert » donné à la division.
Gerboise est aussi le nom des premiers essais nucléaires français, suivant cet ordre chronologique : Gerboise bleue, Gerboise blanche, Gerboise rouge, Gerboise verte.
Dans le roman Dune de Frank Herbert, Paul Atréïdes se fait nommer Muab'dib, ce qui est le nom que les fremen donnent à la gerboise. 
Mew, Pokémon légendaire apparu dans la première génération et ancêtre des Pokémon, est grandement inspiré de la physionomie des gerboises. Mewtwo, son clone, s'en inspire aussi brièvement[réf. nécessaire].

## Synonymes
Au XIXe siècle, la gerboise peut-être dénommée souris à deux pieds ou souris montagnarde.
Certaines gerboises sont appelées souris de montagne[réf. nécessaire].